# Martinskirche (Bierbergen)

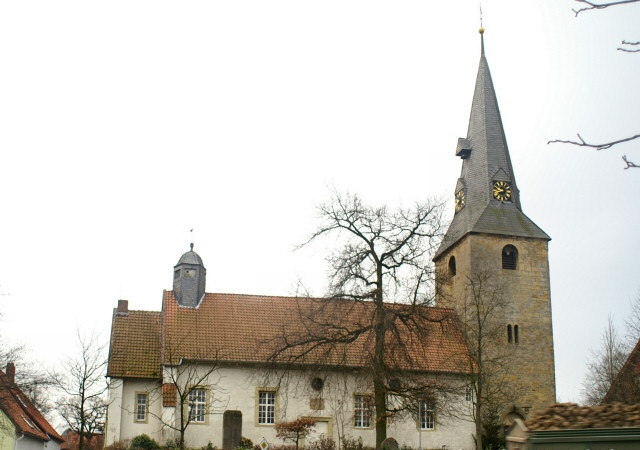
Martinskirche

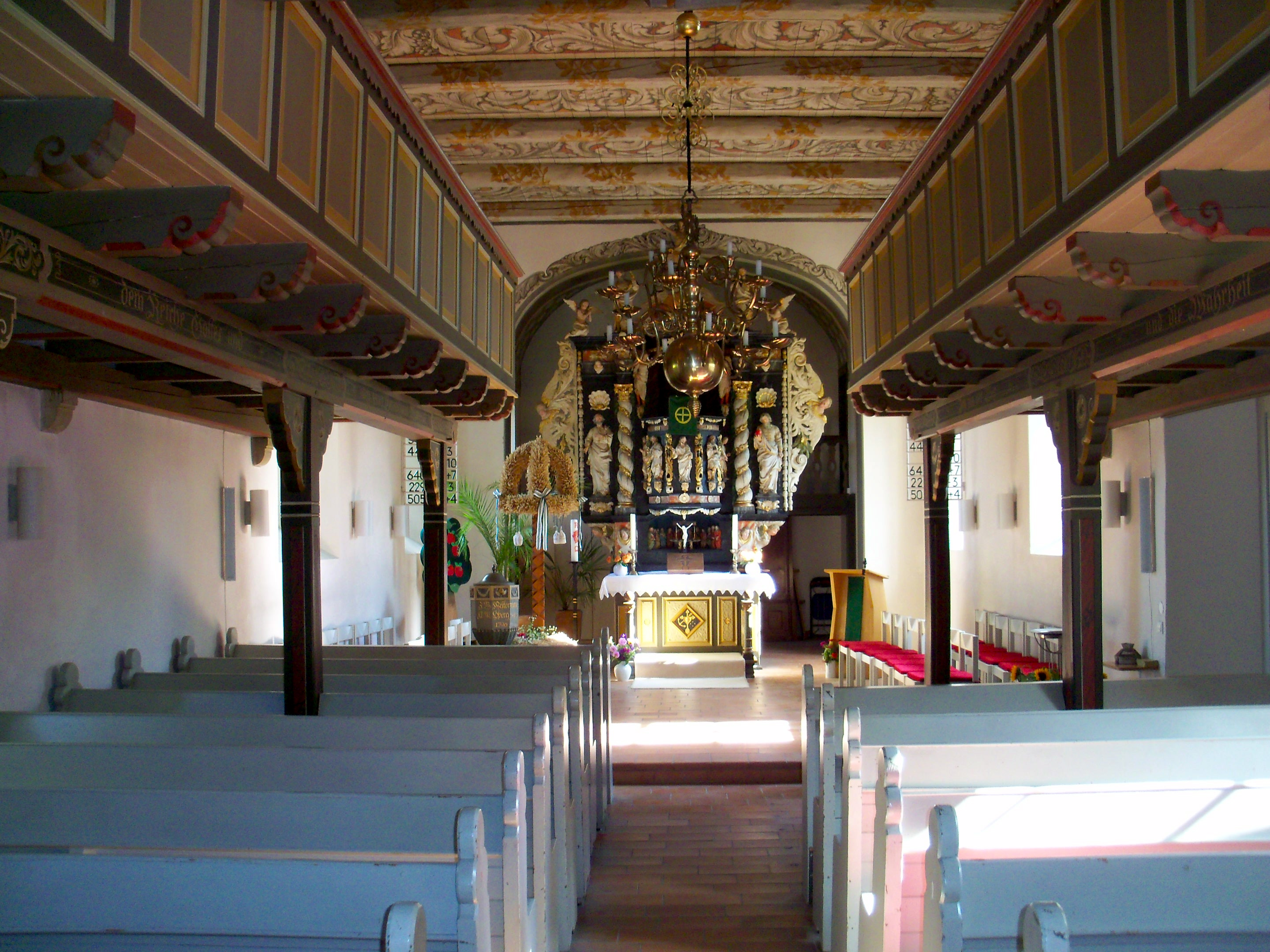
Inneres der Martinskirche

Die evangelisch-lutherische, denkmalgeschützte Martinskirche steht  in Bierbergen, einem Ortsteil der Gemeinde Hohenhameln im Landkreis Peine in Niedersachsen. Die Kirchengemeinde gehört zum Kirchenkreis Peine im Sprengel Hildesheim-Göttingen der Evangelisch-lutherischen Landeskirche Hannovers.

## Beschreibung
Die Saalkirche stammt im Kern noch aus der romanischen Bauperiode. Der westliche Teil des Langhauses entstand in der ersten Hälfte des 13. Jahrhunderts. 1719 wurde es im barocken Baustil erneuert und vergrößert. Die Mauern bestehen aus verputzten Bruchsteinen. 1909 wurden der eingezogene Chor und die Sakristei angebaut. Das Portal im Norden entstand Ende des 19. Jahrhunderts. An der Südseite befindet sich ein vermauertes Portal mit einem spätromanischen Tympanon. 
Der quadratische romanische Kirchturm im Westen besteht aus unverputztem Bruchsteinmauerwerk, das erste Obergeschoss mit schmalen, rundbogigen Lichtschlitzen entstand am Ende des 12. Jahrhunderts, das zweite Obergeschoss mit Biforien als Klangarkaden ist etwas jünger. In seinem Glockenstuhl hängen zwei Kirchenglocken, die ältere wurde 1869 von der Radlerschen Glockengießerei gegossen, die jüngere 1952 von J. F. Weule. Bedeckt ist er mit einem ins Achteck übergeführten, schiefergedeckten Helm, in dem sich die Turmuhr befindet. An einem Kragträger hängt die Schlagglocke. Auf dem östlichen Ende des Satteldaches des Langhauses erhebt sich ein sechsseitiger, verschieferter Dachreiter, der mit einer glockenförmigen Haube bedeckt ist. Der Innenraum ist mit einer Balkenlage überspannt, auf der eine Holzbalkendecke liegt, die im Westteil zu einem Spiegelgewölbe geweitet ist, um der Orgel Platz zu machen. Das ungewölbte Erdgeschoss des Turms ist mit einer Arkade zum Langhaus geöffnet. 
Der Kanzelaltar ist von 1719. Am Kanzelkorb sind die Statuetten der vier Evangelisten von gedrehten Säulen eingefasst. Sie werden flankiert von den Figuren des Moses und des Aaron. Unter der Kanzel stehen die vollplastischen Figuren von Jesus und den zwölf Aposteln beim letzten Abendmahl. Bekrönt wird sie mit der Figur des auferstandenen Christus. Die Orgel von Carl Heyder ersetzte 1857 ein älteres barockes Instrument. 1909 entstand im alten kastenförmigen Prospekt eine Orgel mit zwölf Registern, zwei Manualen und einem Pedal von P. Furtwängler & Hammer. 1965 erfolgten die Instandsetzung und Änderung der Disposition durch die Hildesheimer Orgelbauwerkstatt.